# Jean-François Van Der Motte
Jean-François Van der Motte, né le 8 décembre 1913 à Bruxelles et mort le 8 octobre 2007 à Mont-de-l'Enclus, est un coureur cycliste belge de course sur route.

## Carrière
Jean-François Van Der Motte participe aux Jeux olympiques d'été de 1936 à Berlin et remporte la médaille de bronze dans l'épreuve de course en ligne par équipes avec Armand Putzeyse et Auguste Garrebeek.

## Palmarès
- 1935
  -  Champion de Belgique sur route amateurs
- 1936
  - 3e du championnat de Belgique sur route amateurs
  -  Médaillé de bronze de la course par équipes aux Jeux olympiques
- 1938
  - 3e du championnat de Belgique sur route amateurs
- 1939
  - 3e du championnat de Belgique sur route amateurs